# Theodor Wiegand
Theodor Wiegand, född 30 oktober 1864 vid Bendorf i Rhenprovinsen, död 19 december 1936 i Berlin, var en tysk arkeolog. 
Wiegand var 1894 och 1895 stipendiat vid tyska arkeologiska institutet, ledde 1896 utgrävningarna i Priene och blev 1897 direktör vid de kungliga museerna i Berlin med säte i Konstantinopel. Wiegand förestod i denna egenskap de stora tyska utgrävningarna i Mindre Asien, till exempel i Miletos, Didyma och på ön Samos. Under första världskriget uppehöll han sig i Damaskus som generalinspektör för fornlämningarna i Syrien, Palestina och västra Arabien. Bland hans skrifter märks Priene (1894) och Milet. Ergebnisse der Ausgrabungen und Untersuchungen (1899).